# Friuli Aquileia Rosato frizzante
Il Friuli Aquileia Rosato frizzante è un vino DOC la cui produzione è consentita nella provincia di Udine.

## Caratteristiche organolettiche
- colore: rosato tendente al cerasuolo tenue.
- odore: vinoso, intenso, gradevole.
- sapore: asciutto, armonico, pieno, vivace nel tipo specifico.

## Produzione
Provincia, stagione, volume in ettolitri
- nessun dato disponibile